# الذنقور
قرية الذنقور هي إحدى القرى التابعة لمركز جرجا بمحافظة سوهاج في جمهورية مصر العربية. حسب إحصاءات سنة 2006، بلغ إجمالي السكان في الذنقور 14657نسمة، منهم 7429رجل و 7228امرأة.